# Стюарт, Бальфур
Бальфур Стюарт (Balfour Stewart, 1 ноября 1828, Эдинбург — 19 декабря 1887, Манчестер) — шотландский физик.
Бальфур родился в Эдинбурге в 1828 году; получив там университетское образование, он, однако, посвятил себя сначала торговле, которая завлекла его в Австралию. Здесь впервые он почувствовал влечение к научным исследованиям, и в 1855 году в мемуарах физического общества в Виктории уже появились его статьи: «О приспособлении газа к различным лучам» и «О влиянии силы тяжести на физические условия поверхности луны». Вернувшись затем в Англию, он окончательно оставил торговлю и посвятил себя научным занятиям. Оставаясь ассистентом при профессоре физики Джеймсе Форбсе, специальностью которого был отдел о лучистой теплоте, Стюарт в 1858 году целым рядом опытов дал убедительное доказательство равенства поглощательной и лучеиспускательной способности тела, показав при этом влияние не только их поверхности, но и глубже лежащих слоёв. В 1859 году он был назначен директором метеорологической обсерватории в Кью (Kew Observatory), где много занимался изучением воздушного термометра, вопросами, связанными с расширением и замерзанием ртути. С 1870 года до конца жизни Бальфур Стюарт оставался профессором физики в Манчестере (в колледже Овена), где как искуснейший преподаватель пользовался громкой известностью. С 1886 по 1888 президент Лондонского Общества Физиков.
Несмотря на слабое состояние здоровья (в 1850-х годах он был искалечен на железной дороге) он постоянно работал и оставил немало прекрасных сочинений. К таковым следует отнести:
- «Теория тепла» («Elementary treatise on heat», 1866);
- «Принцип сохранения энергии» («The conservation of energy», 1873);
- «Курс практической физики» («Lessons in elementary practical physics» (совместно с Gee, 1885—1887);
- «Учебник элементарной физики»[5] («Lessons in elementary physics», 1871)

Кроме того в специальных изданиях помещались его более мелкие статьи о различных частных научных вопросах, например, заметки о земном магнетизме, его связи с явлениями на поверхности солнца, о солнечных пятнах, о равновесии температуры в среде движущейся материи, об оптических свойствах некоторых кристаллов и проч.

## Награды
- Медаль Румфорда (1868)